# Chapulines

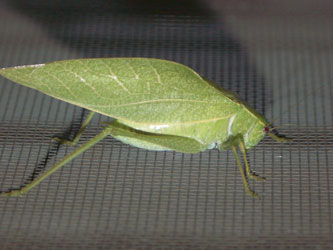
Tettigonidae.

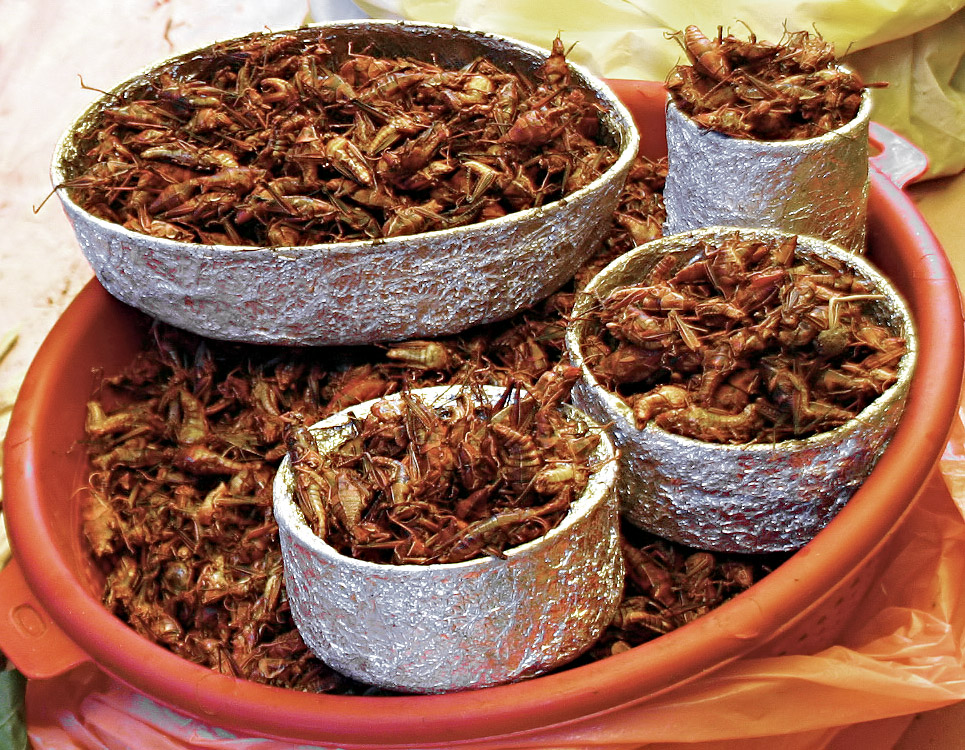
Chapulines w sprzedaży na targu w Meksyku

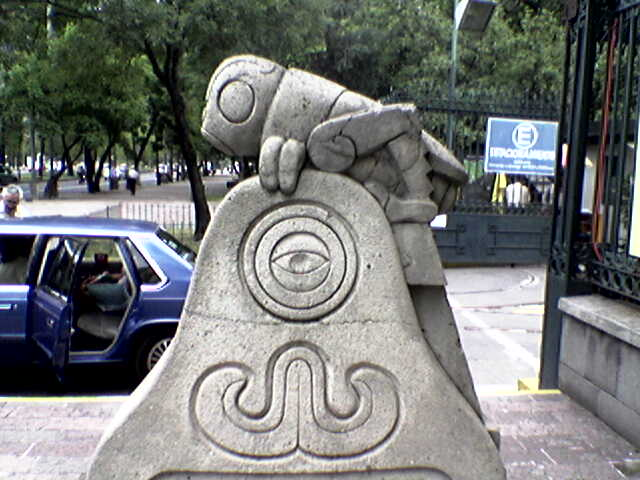
Rzeźba przedstawiająca owada w parku Chapultepec (dosłownie "wzgórze świerszczy")

Chapulines – meksykańskie określenie jadalnych owadów podobnych do koników polnych lub świerszczy, wykorzystywanych w kuchni meksykańskiej. Zalicza się doń gatunki należące do rodzin: Pyrgomorphidae (zwłaszcza Sphenarium purpurascens) oraz Acrididae. 
Owady po oczyszczeniu przyprawia się solą, sokiem limonki i chili i smaży. 
Owady niedosmażone mogą stanowić zagrożenie zdrowotne ze względu na występujące niekiedy nicienie.